# Геометричний аналіз кар'єрного поля
Геометричний аналіз кар’єрного поля (рос.геометрический анализ карьерного поля, англ. geometrical analysis of a quarry field, нім. geometrischeTagebauanalyse f) – графічне або графоаналітичне дослідження розвитку гірничих робіт у кар’єрі. 
Мета Г.а.к.п. – визначення залежності обсягів маси розкривних порід, які вилучаються, а також поточних коеф. розкриву від положення робочої зони кар’єру і часу. 
За допомогою Г.а.к.п. вирішують питання проектування: 
- встановлення меж кар’єру і його конфігурації,

- вибору напрямку розвитку гірничих робіт, схеми розкриття, виробничої потужності кар’єру, календарного плану гірн. робіт тощо.